# Montevideo City Torque
Il Montevideo City Torque è un club calcistico uruguaiano di Montevideo.
Milita nella prima divisione e disputa le sue gare interne allo stadio Charrúa.

## Storia
Il Club Atlético Torque viene fondato il 26 dicembre 2007 e si iscrive al campionato di terza serie uruguaiana già nella stagione 2008-2009. Dopo aver disputato dei tornei di alta classifica, nel 2012 ottiene la promozione in Segunda División.
Il 5 aprile 2017 viene annunciato l'acquisto del club da parte del City Football Group. La prima stagione con la nuova proprietà vede il club ottenere una storica promozione nella Primera División.
La storica annata 2018 è amara: il club raggiunge la finale del Torneo Intermedio, dove perde per 3-2 contro il Nacional facendosi rimontare all'ultimo minuto dopo essere stato in vantaggio 0-2; a causa dei Tornei di Apertura e Clausura non positivi la squadra rimane però impelagata nei bassifondi della classifica promedio e viene di conseguenza retrocessa.
Al termine dell'annata 2018-2019 il Torque riesce prontamente a ottenere il ritorno in massima serie vincendo nuovamente il campionato cadetto.
Il 23 gennaio 2020 cambia il logo e il nome in Montevideo City Torque, allineandosi alle altre squadre del City Football Group. La stagione è positiva ed il club ottiene la sua prima storica qualificazione alla Copa Sudamericana.
Il 16 marzo 2021, alla presenza del presidente uruguaiano Luis Alberto Lacalle Pou viene inaugurato il nuovo centro sportivo e amministrativo del club, uno dei più grandi e avanzati del Sud America.

## Palmarès

### Competizioni nazionali
- Segunda División Profesional de Uruguay: 2

2017, 2019
- Segunda División Amateur: 1

2011-2012

### Altri piazzamenti
- Campionato uruguaiano:

Secondo posto: Intermedio 2018
Terzo posto: Apertura 2020
- Copa Uruguay:

Finalista: 2023
Semifinalista: 2024
- Segunda División Profesional de Uruguay:

Terzo posto: 2024

## Organico

### Calciatori in rosa
Aggiornato al 2023
| N. |                      | Ruolo | Calciatore             |
| -- | -------------------- | ----- | ---------------------- |
| 1  | Uruguay (bandiera)   | P     | Cristopher Fiermarin   |
| 3  | Uruguay (bandiera)   | D     | Joaquín Pereyra        |
| 4  | Argentina (bandiera) | D     | Oscar Piris            |
| 5  | Uruguay (bandiera)   | C     | Franco Pizzichillo     |
| 6  | Uruguay (bandiera)   | C     | Santiago Scotto        |
| 8  | Uruguay (bandiera)   | C     | Santiago Rodríguez     |
| 9  | Argentina (bandiera) | C     | Lautaro Guzmán         |
| 10 | Uruguay (bandiera)   | C     | Darío Pereira          |
| 11 | Uruguay (bandiera)   | A     | Sergio Blanco          |
| 12 | Uruguay (bandiera)   | P     | Mathías Cubero         |
| 13 | Uruguay (bandiera)   | A     | Matías Cóccaro         |
| 14 | Uruguay (bandiera)   | A     | Nicolás Siri           |
| 15 | Uruguay (bandiera)   | D     | Yonatthan Rak          |
| 16 | Uruguay (bandiera)   | A     | José Álvarez           |
| 17 | Uruguay (bandiera)   | C     | Álvaro Brun (capitano) |
| 18 | Uruguay (bandiera)   | C     | Lucas Rodríguez        |
| 19 | Uruguay (bandiera)   | D     | Agustín Peña           |

| N. |                      | Ruolo | Calciatore           |
| -- | -------------------- | ----- | -------------------- |
| 21 | Argentina (bandiera) | A     | Gustavo Del Prete    |
| 22 | Cile (bandiera)      | C     | Marcelo Allende      |
| 23 | Uruguay (bandiera)   | A     | Rodrigo de Oliveira  |
| 24 | Uruguay (bandiera)   | P     | Francisco Coirolo    |
| 27 | Uruguay (bandiera)   | D     | Andrew Teuten        |
| 28 | Uruguay (bandiera)   | C     | Franco Catarozzi     |
|    | Uruguay (bandiera)   | D     | Franco Maya          |
|    | Argentina (bandiera) | D     | Nicolás Digiano      |
|    | Uruguay (bandiera)   | C     | Diego Arismendi      |
|    | Uruguay (bandiera)   | C     | Alejandro Della Nave |
|    | Uruguay (bandiera)   | C     | Ignacio Neira        |
|    | Uruguay (bandiera)   | C     | Matías Santos        |
|    | Argentina (bandiera) | C     | Juan Cejas           |
|    | Argentina (bandiera) | A     | Natanael Guzmán      |
|    | Uruguay (bandiera)   | A     | Leandro Otormín      |
|    | Uruguay (bandiera)   | A     | Hebert Vergara       |
|    | Colombia (bandiera)  | A     | Luis Caicedo         |